# Lou Graham
Lou Graham, född 7 januari 1938 i Memphis i Tennessee, är en amerikansk golfspelare.
Graham började att spela golf då han var sju år gammal. Han spelade med Memphis State University i tre år och när han tjänstgjorde i det militära var han med i arméns golflag. Han blev professionell 1962 och kom med på den amerikanska PGA-touren 1964. Han vann sin första proffstävling 1967 i Minnesota Golf Classic och sammanlagt vann han sex tävlingar på PGA-touren mellan 1967 och 1979.
Han vann US Open 1975 på Medinah Country Club i Illinois. Han gick de fyra rundorna på 287 slag och vann efter särspel med två slag över John Mahaffey.
Graham deltog i det amerikanska Ryder Cup-laget 1973, 1975 och 1979.
| Majorsegrare genom tiderna                                                                                    |            |            |            |                  |
| 200 olika spelare har vunnit i herrarnas majortävlingar. Lou Graham var den 132:a spelaren som vann en major. |            |            |            |                  |
| 1:a | 131:a      | 132:a      | 133        | 200:e            |
| Willie Park Sr                                                                                                | Hale Irwin | Lou Graham | Tom Watson | Louis Oosthuizen |
| Lista över golfens majorsegrare                                                                               |            |            |            |                  |